# Usa (affluente della Ufa)
L'Usa (in russo Уса?) è un fiume della Russia europea orientale, affluente di destra della Ufa, nel bacino della Kama. Scorre nei rajon Karaidel'skij e Blagoveščenskij della Repubblica del Baškortostan.
Scorre mediamente in direzione meridionale. Sfocia nella Ufa a 74 km dalla foce. Ha una lunghezza di 126 km, il suo bacino è di 374 km².